# Gennaro De Vivo
Gennaro De Vivo (Napoli, 5 marzo 1828 – Pozzuoli, 15 febbraio 1893) è stato un vescovo cattolico italiano.

## Biografia
Nato a Napoli il 5 marzo 1828, fu ordinato sacerdote il 21 settembre 1850.
Il 4 maggio 1874 fu nominato vescovo titolare di Tanis e coadiutore con diritto di successione della diocesi di Pozzuoli. Ricevette la consacrazione episcopale il 17 dello stesso mese.
Alla morte del vescovo Raffaele Purpo, il 23 dicembre 1876, succedette alla medesima sede dove indisse nel 1884 il VII sinodo diocesano. Morì a Pozzuoli il 15 febbraio 1893.

## Genealogia episcopale
La genealogia episcopale è:
- Cardinale Scipione Rebiba
- Cardinale Giulio Antonio Santori
- Cardinale Girolamo Bernerio, O.P.
- Arcivescovo Galeazzo Sanvitale
- Cardinale Ludovico Ludovisi
- Cardinale Luigi Caetani
- Cardinale Ulderico Carpegna
- Cardinale Paluzzo Paluzzi Altieri degli Albertoni
- Papa Benedetto XIII
- Papa Benedetto XIV
- Papa Clemente XIII
- Cardinale Luigi Valenti Gonzaga
- Cardinale Lorenzo Litta
- Cardinale Vincenzo Macchi
- Cardinale Mario Mattei
- Cardinale Sisto Riario Sforza
- Vescovo Gennaro De Vivo